# Gotha G.III
Gotha G.III là một loại máy bay ném bom hạng nặng của Đế quốc Đức, được Luftstreitkräfte sử dụng trong Chiến tranh thế giới I.

## Quốc gia sử dụng
German Empire
- Luftstreitkräfte

## Tính năng kỹ chiến thuật
Đặc điểm tổng quát
- Kíp lái: 3
- Chiều dài: 12.2 m (40 ft 0 in)
- Sải cánh: 23.7 m (77 ft 9 in)
- Chiều cao: 3.9 m (12 ft 10 in)
- Diện tích cánh: 89.5 m2 (563 ft2)
- Trọng lượng rỗng: 2.383 kg (5.253 lb)
- Trọng lượng có tải: 3.618 kg (7.976 lb)
- Powerplant: 2 × Mercedes D.IVa, 193 kW (260 hp) mỗi chiêc

Hiệu suất bay
- Vận tốc cực đại: 135 km/h (83 mph)
- Thời gian bay: 3 giờ  45 phút

Vũ khí trang bị
- 2 - 3 × súng máy Parabellum MG14 7,92 mm (.312 in)
- 500 kg (1,100 lb) bom